# Brășăuți, Neamț
Brășăuți este un sat în comuna Dumbrava Roșie din județul Neamț, Moldova, România.

## Vezi și
- Biserica de lemn din Brășăuți

 Acest articol despre o localitate din județul Neamț este deocamdată un ciot. Puteți ajuta Wikipedia prin completarea lui.